# Шторм Юніс
Шторм Юніс ([ˈjuːnɪs]) (відомий як шторм Зейнеп у Німеччині та шторм Нора в Данії) був інтенсивним позатропічним циклоном, який був частиною європейського сезону штормів 2021—2022 років. Метеорологічна служба Великої Британії 14 лютого 2022 року назвала цей шторм Юніс. Червоне попередження про погоду було оголошено 17 лютого для деяких районів Південно-Західної Англії та Південного Уельсу, а друге червоне попередження було оголошено 18 лютого, у день шторму, для Лондона, південного сходу та сходу Англії.
Юніс встановив новий рекорд найшвидшого пориву вітру, зареєстрованого в Англії, зі швидкістю 122 милі за годину (196 км/год) у Нідлс на острові Вайт. Цей шторм був одним із найпотужніших, що вплинули на південне узбережжя Англії з часів Великого шторму 1987 року.
Шторм завдав величезної шкоди в деяких регіонах Західної, Центральної та Північної Європи; мільйони людей залишилися без світла в постраждалих районах, і багато будинків зазнали пошкоджень. Особливо сильно постраждала Велика Британія, де 1,4 мільйона будинків залишилися без світла під час шторму. Декілька інших країн сильно постраждали від Юніси, головною причиною чого стали руйнування та збитки від вітру. Сильний вітер пошкодив частини будівель, а пориви вітру перевищували 120 миль за годину (190 км/год). Юніс спричинила 17 смертей та сотні травмувань у людей.

## Метеорологічна служба
Метеорологічна служба повідомила про шторм Юніс (а також шторм Дадлі) 14 лютого; Вільний університет Берліна (FUB) 16 лютого назвав той самий шторм «Зейнеп». Шторм Юніс утворився 17 лютого на складному холодному фронті, розташованому на захід від Азорських островів. Пізніше, 17 лютого, він швидко поглибився вздовж правого входу струменя верхнього рівня. Met Éireann з Ірландії написав у Twitter, що швидке падіння тиску під час циклогенезу відповідає критеріям вибухового циклогенезу. Шторм також розвинув метеорологічне явище струменя, подібно до Великого шторму 1987 року.

## Наслідки

### Бельгія
Дах стадіону Ghelamco Arena був пошкоджений, що призвело до перенесення футбольного матчу Першого дивізіону А між Гентом та Сереном, запланованого на 18 лютого. У Турне частини крана відірвались і впали на приміщення лікарні, пошкодивши дах і верхній поверх. Жителів з центру міста Ассе довелося евакуювати через ризик обвалення вежі церкви.
Громадський транспорт був тимчасово призупинений у значній частині Фландрії, а NMBS та De Lijn оголосили про скасування поїздів, автобусів і трамваїв. Також були скасовані рейси Thalys між Брюсселем та Амстердамом. Біля бельгійського узбережжя на мілину занесло два кораблі. Вантажне судно Diamond Sky пройшло через дві офшорні морські вітряні електростанції, але прибуло до кінцевого пункту призначення в Нідерландах, не отримавши жодних пошкоджень. Нафтовий танкер Maersk Nimbus був змушений стояти на якорі поблизу морської вітряної електростанції Торнтон-Банк, поки його не врятували буксири наступного дня.
Внаслідок сильного вітру загинуло двоє людей. В Іпрі 79-річний британець потонув після падіння з човна біля пристані. У Генті чоловік постраждав від розбитої сонячної батареї та помер у лікарні наступного дня. Ще щонайменше троє отримали серйозні поранення. У Менені 18-річного бігуна доставили до лікарні в критичному стані після того, як на нього впала гілка з дерева. У Темсе чоловік отримав важку травму голови після того, як металеву пластину зірвали з будівельного контейнера. У Верне водій вантажівки був госпіталізований після того, як його вантажівка перекинулася.
Найсильніший порив вітру, зафіксований у Бельгії під час шторму, становив 144 км/год (89 миля/год) у Кнокке-Гейсті. 

### Чехія
Негода залишила без світла 26 000 будинків, а рух кількох поїздів у країні було призупинено.

### Данія
Данський метеорологічний інститут вирішив назвати шторм Нора, вважаючи, що ім'я Юніс буде важко вимовити скандинавськими мовами. Нора не завдала значної шкоди Данії, і більшість дослідників припускають, що Нора вразила країну вітром зі швидкістю 60~70 км/год (37~43 миль/год). Вони також припустили, що Нора найбільше вражала Південну Ютландію, особливо поблизу німецького кордону, оскільки саме тут Нора з Німеччини вторглася до Данії.
Найсильніший вітер, зареєстрований під час шторму, становив 146 км/год (91 миля/год) в Højer. 

### Франція
У Франції помаранчеве попередження оголосили в 5 департаментах, де швидкість вітру досягала 140 км/год (87 миля/год) в найпівнічніших регіонах Франції, однак пік становив 176 км/год (109 миля/год) на Cap Gris Nez. Департаменти Нор, Па-де-Кале, Сомма, Приморська Сена та Манш отримали помаранчеві попередження про погоду, а жовті попередження про погоду були видані для більшої частини Північної Франції. Повідомляється, що поліція у муніципалітеті Вімере патрулювала набережну, стежачи, щоб по ній ніхто не ходив.
Шестеро людей отримали серйозні поранення в департаменті Нор у Франції. По всій країні без світла залишилися до 160 тисяч домогосподарств. Рух регіональних поїздів у регіонах О-де-Франс та Нормандії було призупинено, а пасажирів із станції Лілль-Фландрія тимчасово евакуювали через уламки, що впали на скляний дах.

### Німеччина

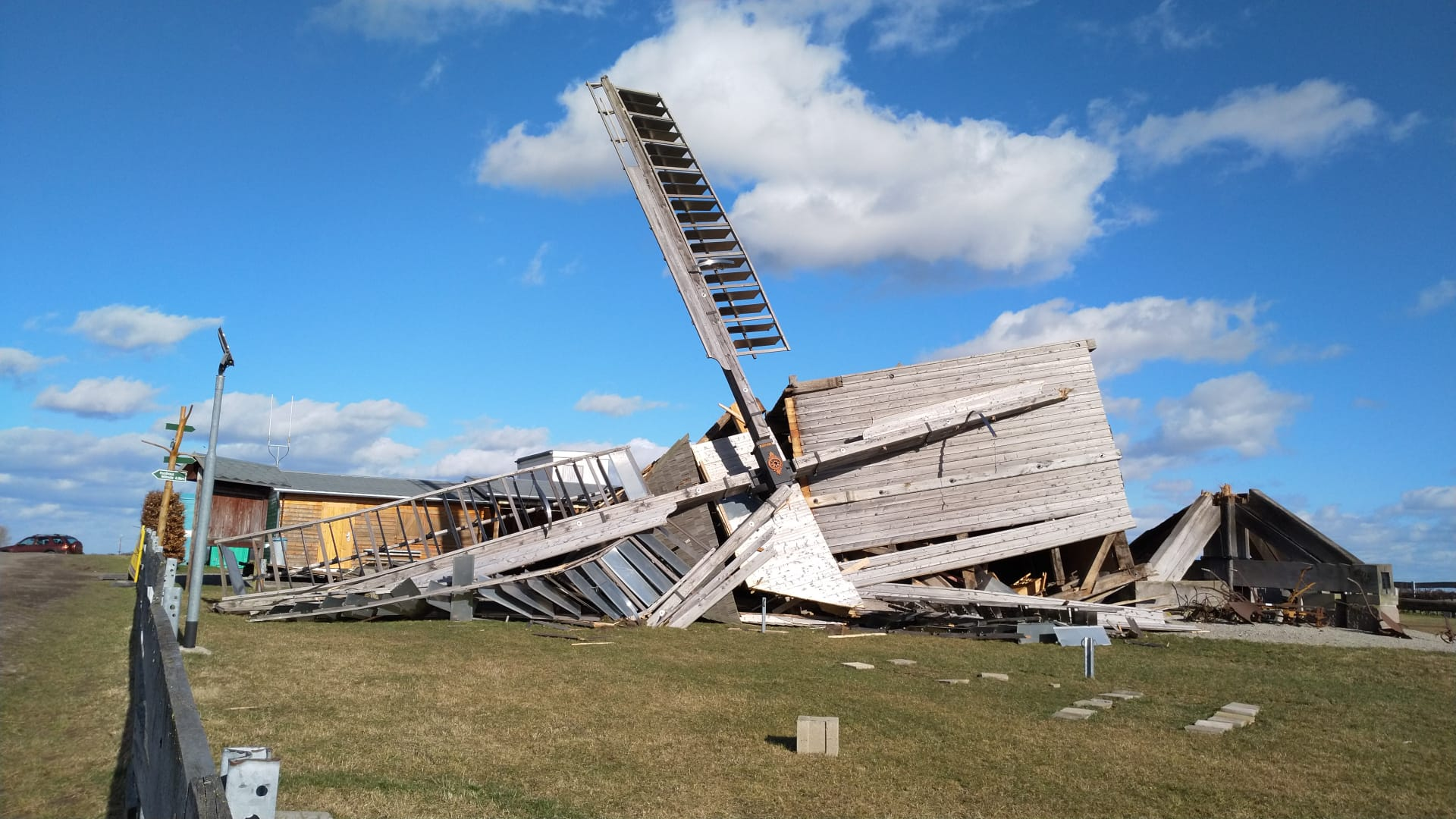
Уламки вітряка в Клеттбаху.

У Німеччині FUB назвав Юніс штормом Зейнеп, перед попередженням системи про штормовий приплив біля річки Ельба зі швидкістю вітру до 90 миля/год (145 км/год), сильнішому за шторм Дадлі, який пройшовся цією територію за кілька днів перед тим. Юніс вийшла на сушу приблизно опівдні за місцевим часом, неподалік гирла Ельби.
Двоє людей загинули в окремих автомобільних аваріях у федеральній землі Північний Рейн-Вестфалія у зв'язку зі штормом, повідомила влада. Чоловік загинув після падіння, намагаючись відремонтувати пошкоджений дах поблизу Куксгафена в Нижній Саксонії муніципалітету Вурстер-Нордзекюсте.
У Гамбурзі штормовий приплив на річці Ельба досяг 3,75 м. У Бремені на офісну будівлю, що будується, обвалився 55-метровий баштовий кран.
У Клеттбаху в Тюрінгії було зруйновано стовповий вітряк. В результаті вітру зламалася головна стійка в місці з'єднання четвертин, а млин перекинувся на бік.
За першими оцінками, страховий збиток склав 900 мільйонів євро.
Найсильніший порив вітру, зафіксований у Німеччині, склав 145,8 км/год (90,6 миля/год) у Брокені.

### Ірландія
16 лютого Met Éireann видав попередження про помаранчевий рівень вітру для семи округів на 18 лютого, заявивши, що шторм принесе сильний і потенційно руйнівний вітер, пориви якого досягатимуть 130 км/год. Наступного дня Метеорологічна служба Met Éireann оприлюднила додаткові попередження про ускладення погодних умов у вигляді дощу, вітру та снігу, а також попередження про червоний рівень вітру для графств Корк, Керрі, Клер та Вотерфорд. Також усім школам, коледжам, університетам і дитячим закладам освіти в округах зі статусом попередження про червоний рівень вітру та помаранчевого рівня снігу було рекомендовано припинити діяльність. По всій країні було також скасовано низку авіарейсів, рух поромних переправ, автобусів та поїздів.
Порив вітру зі швидкістю 172 кілометри за годину (107 миля/год) було зафіксовано біля берега поблизу маяка Fastnet, тоді як порив вітру 137 кілометрів за годину (85 миля/год) було зареєстровано в Roche's Point, Корк Харбор.
По всій країні було знеструмлено близько 80 000 будинків і підприємств. У графстві Вексфорд 59-річний працівник загинув через падіння дерева під час розчищення сміття. Були повідомлення про пошкодження даху станції Clontarf Road DART.

### Литва
19 лютого негода призвела до відключень електроенергії по всій Литві, переважно в західних і центральних областях. Рівень води в річці Дане в портовому містечку Литви Клайпеді стрімко піднялася і затопила вулиці в центрі міста, і судноплавство в регіоні довелося припинити. За словами представників Клайпедського порту, пориви вітру досягали 90 км/ год і періодично зростали до 100—108 км/ год. Максимальна зареєстрована висота хвилі становила 5 метрів.

### Люксембург
Шторм спричинив до збоїв у польотах в аеропорту Фіндел, де скасували деякі рейси, за умов поривів вітру до 110 км/год (68 міль/год).

### Нідерланди

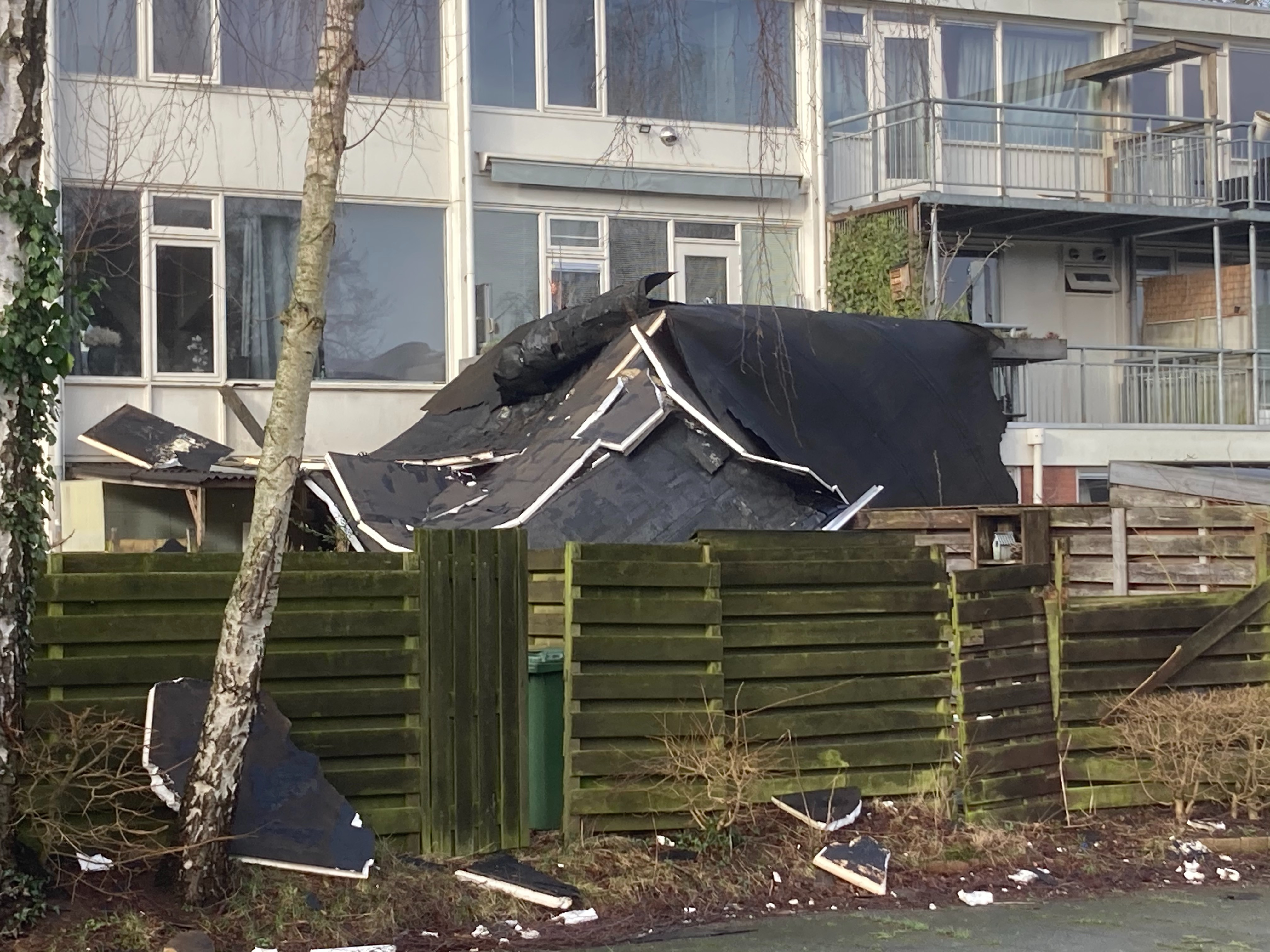
Наслідки шторму в Гронінгені

Метеорологічний інститут KNMI випустив рідкісні кодові червоні попередження внаслідок шторму Юніс для провінцій Зеландії, Південної Голландії, Північної Голландії, Фрисландії та Ейсселмера. Помаранчевий рівень небезпеки діяв для решти території країни, за винятком Лімбурга, де попереджали лише про жовтий рівень. У KNMI повідомили, що вони очікують поривів від 100 до 120 км/год для внутрішніх районів країни. З 2021 року в Нідерландах учетверте видавався червоний рівень небезпеки, востаннє у липні 2021 року.
Нідерландський залізничний оператор NS оголосив 17 лютого, що скасував усі внутрішні та міжнародні маршрути поїздів 18 лютого о 14:00 CET (13:00 UTC). Більшість університетів та шкіл закрили свої двері для здобувачів освіти вдень 18 лютого. Крім того, національні роздрібні торговці, суди та мерії припинили роботу з відвідувачами по всій країні в другій половині дня.
Футбольний матч Еридивізі між Фортуною з Сіттарда та Спартою з Роттердама, запланований на вечір 18 лютого, було відкладено, оскільки безпека гравців, персоналу та вболівальників не може бути гарантована через екстремальні погодні умови в цьому районі.
18 лютого внаслідок ДТП через повалені дерева загинуло четверо людей. Двоє людей загинули в Амстердамі через падіння дерева; один із них їхав велосипедистом. Водій у Дімені також загинув внаслідок падіння дерева. Четверта людина загинула в Адорпі поблизу Гронінгена після зіткнення з поваленим деревом на своїй машині.
Пошкоджено дах Карс Джинс Стадіону (ADO Den Haag).
На початку вечора 18 лютого жителі кількох будинків у Гаазі були евакуйовані через повідомлення про нестабільність однієї із двох веж Elandkerk у районі Zeeheldenkwartier у місті.
Сильні пориви вітру були зареєстровані в центрі країни. У Кабау провінції Утрехт пориви вітру склали 145 км/год (90 миля/год).

### Польща
Четверо людей, у тому числі двоє водіїв і двоє перехожих, загинули, дев'ятеро отримали поранення. Негода повалила тисячі дерев, заблокувала автомобільний і залізничний транспорт (головним чином у Померанії, Мазовії, Великопольщі, Вармії та Мазурах). Потяги PKP IC постраждали від скасувань і затримок на понад 400 хвилин. Понад 1,2 мільйона людей залишилися без світла. Було пошкоджено понад 5 тисяч будівель. Номер служби екстреної допомоги 112 був перевантажений. Було понад 180 тисяч викликів екстреної допомоги та понад 25 тисяч екстрених дій, переважно щодо повалених дерев, обірваних ліній електропередач чи пошкоджених дахів. Деякі хмарочоси у Варшаві отримали пошкодження. Найсильніші пориви були зафіксовані вранці 19 лютого в балтійському порту Леба (119 км/год) та на горі Снєжка (162 км/год).

### Велика Британія
Шторм Юніс завдав збитків у Великій Британії щонайменше на 360 мільйонів фунтів стерлінгів.

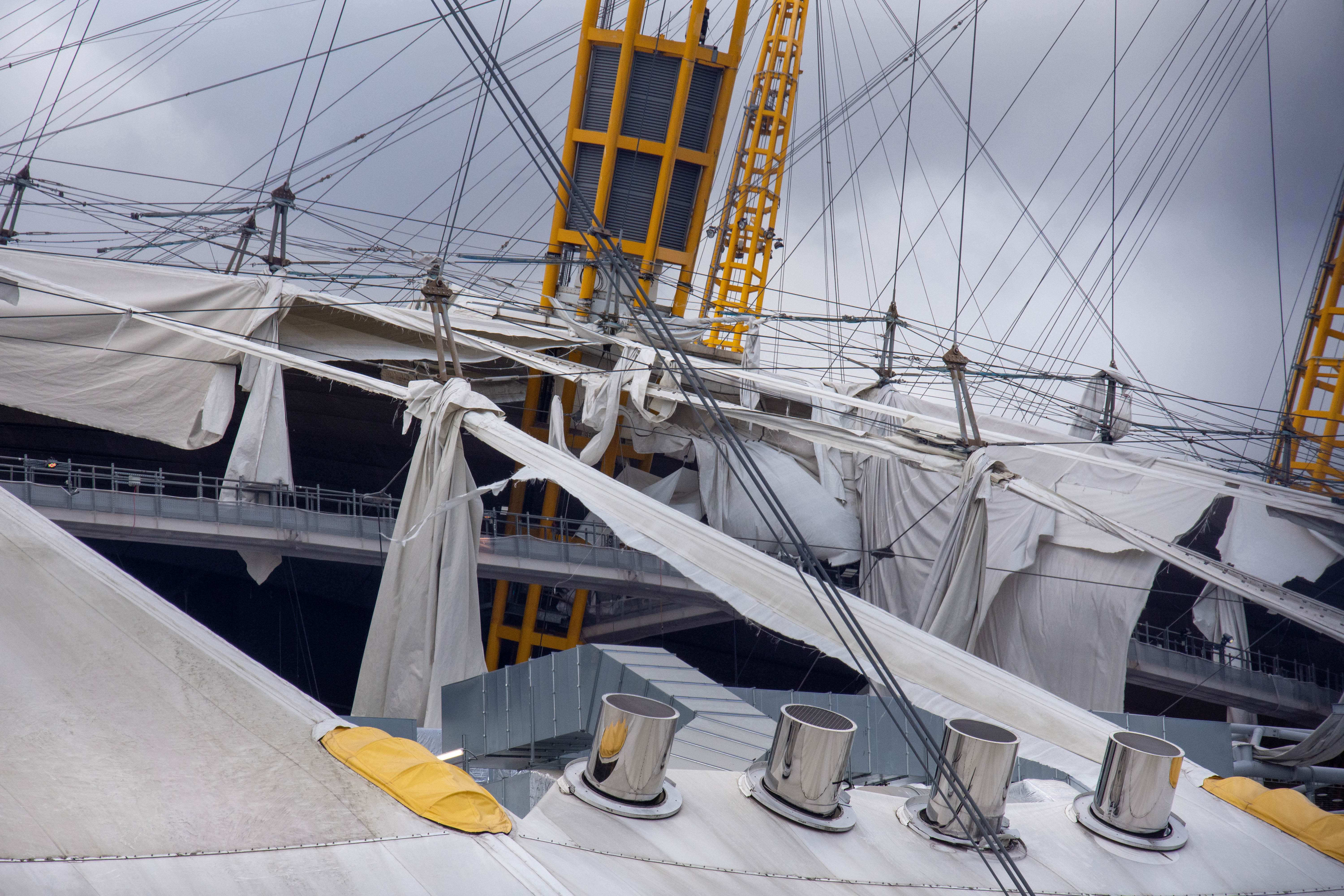
Пошкоджено дах O2 Arena

17 лютого метеорологічне управління опублікувало метеорологічні попередження про вітер, ожеледицю та дощ, що охоплюють більшу частину Великої Британії: ці попередження включали червоний рівень небезпеки для життя через летючі уламки в Уельсі та Південній Англії. Людей, які живуть на північному узбережжі графств Корнуолла, Девона та Сомерсета в південно-західній Англії, попередили, що очікуються повені червоного рівня з «небезпекою для життя». Невдовзі Південно-Східна Англія, Східна Англія та Лондон отримали попередження про червоний рівень небезпеки. Були закриті практично всі школи, а також громадські заклади (наприклад, бібліотеки), служби доставки, служби морських переходів та кілька мостів. Міст Гамбер, міст королеви Єлизавети II та міст Орвелла були закриті; закриття Севернського мосту та мосту Принца Уельського стало першим випадком, коли обидва мости були закриті одночасно, і вперше міст Принца Уельського був закритий через штормовий вітер. Міст Лангстоун був закритий майже на три години через побоювання припливу, відрізавши острів Хейлінг від суші. Прем'єр-міністр Борис Джонсон заявив, що армія переведена в режим очікування.
Влада по всій країні була завалена телефонними дзвінками, пов'язаними зі штормом, декому доводилося просити громадян набрати 999 лише в разі ризику для життя. Пожежна бригада Лондона оголосила про великий наплив: у п'ятницю було отримано 1958 дзвінків, що втричі більше, ніж попереднього дня. Служба швидкої допомоги в регіоні півдня Центральної Англії оголосила про критичну кількість викликів екстрених служб.
Пориви вітру зі швидкістю 122 милі за годину (196 км/год) були зареєстровані в Нідлзі на острові Вайт. Це найшвидший порив, який коли-небудь реєструвався в Англії, хоча неофіційно через 40 хвилин після зняття показників порив вітру досяг 125 миля/год (201 км/год).
Було кілька постраждалих, у тому числі троє загиблих. Одна людина у Ватерлоо постраждала від падіння уламків; інший у Streatham був травмований падінням дерева. Троє людей були доставлені до лікарні після того, як автомобіль врізався в дерево в Бредфорді-он-Ейвоні. Одну людину госпіталізували з серйозними травмами після того, як на неї впали уламки даху в Генлі-он-Темзі. Літній чоловік отримав поранення, коли частину даху готелю Bournemouth Sands у Вестборні знесло на землю.
Поліція міста Гайгейт на півночі Лондона повідомила, що о 16:00 GMT їм зателефонували через повідомлення про падіння дерева на автомобіль. Жінка, пасажирка, загинула на місці, а водія, чоловіка років 30, доставили до лікарні. Чоловік, який загинув у Мерсісайді, був пасажиром автомобіля, який рухався в напрямку Ейнтрі, приблизно о 14:10, коли уламки, як повідомляється, влучили у лобове скло, повідомила поліція. Медики надали йому допомогу на місці, але констатували смерть. Водій не постраждав. В Алтоні, Гемпшир, двоє чоловіків перебували в пікапі, коли їх розчавило дерево, що впало на авто. Пасажир загинув відразу на місці, а водія з важкими травмами доставили до лікарні.
У Лондоні вітром зірвало великі шматки тканинного даху O2 Арени. Дві вантажівки перекинулися на автомагістралі М4 на захід між Маргамом та Порт-Толботом. Буря знесла верхівку шпиля церкви Святого Томаса, Уеллс у графстві Сомерсет. Виставковий літак de Havilland Venom, розташований біля бізнес-парку Grove, Wantage в Оксфордширі, розвалився під час сильного вітру. У Редінгу статуя «Хлопчики, що їздять возами» перетворилася на купу уламків. Також впала одна з трьох веж електростанції Grain Power Station, тому її відключили від енергоживлення з міркувань безпеки. Вітром зруйнувало трибуну в павільйоні De La Warr на набережній Бексгілл-он-Сі в Східному Суссексі, що була зведена на початку XXI століття. Було зіравно облицювання вежі ратуші Лідса. Пасажирів, що перебували на залізничному вокзалі Престона евакуювали через пошкодження даху. Згодом станцію визнали небезпечною, а Network Rail попереджала пасажирів про небезпеку. Вокзал був частково відкритий наступного дня, і для руху плїздів використовувалися лише три з шести платформ. Частина огорожі вольєра для левів на Africa Alive! у Кессінгленді Саффолк був розбитий поваленим деревом. У житловому будинку в Госпорті буря зірвала дах. Облицювання на вежі Евенлод у Blackbird Leys в Оксфорді також частково обсипалося. Прорвало водопровідну трубу в лагуні Хоув у Брайтоні та Гоуві, знову затопивши її після того, як її відкачалт для очищення, що, коштувало власнику тисячі фунтів стерлінгів.
Вважається, що в п'ятницю, 18 лютого, була рекордна кількість знеструмлених домогосподарств — близько 1,4 мільйона будинків.
90 тисяч будинків у південно-західній Англії залишилися без світла. Відключення електроенергії у Корнуоллі вплинуло на Босіні, Ланарт, Маразіон і Треваррак. Дорсет також сильно постраждав від шторму. Поромне сполучення Sandbanks було призупинено. Будівлі в Поксдауні були пошкоджені, а відключення електроенергії вплинуло на Тауер-парк. На острові Портленд зафіксували порив 90 миль за годину (140 км/год), що було найвищою швидкістю вітру, зареєстрованою на материковій частині Британії під час шторму.
Гра Чемпіонату Футбольної ліги між АФК «Борнмут» та «Ноттінгем Форест», запланована на вечір 18 лютого, була відкладена через пошкодження стадіону «Борнмут» Vitality Stadium внаслідок шторму.
Потяги по всій Великій Британії рухалися із значними затримками (включно з повним скасуванням залізничного сполучення в Уельсі). Понад 430 рейсів, які повинні були злетіти або приземлитися в аеропортах Великої Британії, були скасовані в п'ятницю. Приземлення в аеропорту Гітроу прибуваючих літаків відзначалося численними повторними посадками та посадками з дотиком до землі. Всі вони транслювалося в прямому ефірі на YouTube-каналі Big Jet TV, що призвело до висвітлення цих нештатних ситуацій у світових ЗМІ.
19 лютого на півдні Уельсу та узбережжі Південно-Західної Англії було оголошено попередження про жовтий рівень небезпеки через вітер та ще одне попередження про ожеледь у Флінтширі. Міст Принца Уельського знову відкрили, однак Севернський міст залишився закритим через побоювання наслідків від сильних вітрів.
Станом на 20 лютого у Великій Британії все ще залишалося без світла 83 000 будинків: 29 000 у Південно-Західній Англії; 23 000 у Південно-Східній Англії; 20 000 у Південній Англії; 7000 у Східній Англії; і близько 3000 у Південному Уельсі.
20 лютого Метеорологічна служба назвала шторм «Франклін», який, як очікується, перешкоджатиме зусиллям з відновлення після шторму «Юніс». Однак шторм був не таким інтенсивним, як шторм Юніс.

## Найсильніший порив вітру в країнах
| Країна          | Порив      | Місцезнаходження  | Дата      |
| --------------- | ---------- | ----------------- | --------- |
| Австрія         | 142 км/год | Вацешпиці         | 19 лютого |
| Бельгія         | 144 км/год | Кнокке-Хейст      | 18 лютого |
| Велика Британія | 196 км/год | Нідлс             | 18 лютого |
| острів Гернсі   | 186 км/год | Альбек, Кастель   | 18 лютого |
| Данія           | 146 км/год | Гейєр             | 18 лютого |
| Ірландія        | 172 км/год | Маяк Fastnet      | 17 лютого |
| острів Джерсі   | 176 км/год | Трініті           | 18 лютого |
| Ліхтенштейн     | 126 км/год | Ешен              | 19 лютого |
| Литва           | 116 км/год | Кінтай            | 19 лютого |
| Люксембург      | 122 км/год | Вінселер          | 18 лютого |
| Нідерланди      | 145 км/год | Кабау             | 18 лютого |
| Німеччина       | 146 км/год | Брокен            | 18 лютого |
| Норвегія        | 142 км/год | Лошавн            | 18 лютого |
| Польща          | 162 км/год | Леба              | 19 лютого |
| Чехія           | 164 км/год | Снєжка            | 19 лютого |
| Франція         | 176 км/год | мис Кап-Грі-Не    | 18 лютого |
| Швеція          | 144 км/год | Сканор            | 19 лютого |
| Швейцарія       | 148 км/год | Алецький льодовик | 19 лютого |

- Європейський сезон штормів 2021—2022
- Шторм Дадлі, позатропічний циклон, який накрив Північну Англію та Шотландію двома днями раніше.
- Шторм Франклін, третій шторм, який обрушився на Велику Британію за тиждень.